# Buzançais
Buzançais est une commune française située dans le département de l'Indre, en région Centre-Val de Loire.

## Géographie

### Localisation
La commune est située dans le centre-ouest du département de l'Indre.
Les communes limitrophes sont : Saint-Lactencin (5 km), Argy (6 km), La Chapelle-Orthemale (6 km), Saint-Genou (8 km), Sainte-Gemme (8 km), Villegouin (9 km), Villedieu-sur-Indre (10 km) et Vendœuvres (11 km).
Les services préfectoraux sont situés à Châteauroux (23 km), Le Blanc (39 km), Issoudun (43 km) et La Châtre (55 km).

### Lieux-dits, hameaux et écarts
Les hameaux et lieux-dits de la commune sont : Heurtebise, la Croix Rouge, Habilly, Bonneau, la Paudière, Maisons Neuves, la Maison Bodier, Launay, Saint-Étienne et la Coudre.

### Hydrographie
Le territoire communal est arrosé par les rivières Indre et Cité.

### Climat
Pour des articles plus généraux, voir Climat du Centre-Val de Loire et Climat de l'Indre.
En 2010, le climat de la commune est de type climat océanique dégradé des plaines du Centre et du Nord, selon une étude du CNRS s'appuyant sur une série de données couvrant la période 1971-2000. En 2020, Météo-France publie une typologie des climats de la France métropolitaine dans laquelle la commune est exposée à un climat océanique altéré et est dans la région climatique Centre et contreforts nord du Massif Central, caractérisée par un air sec en été et un bon ensoleillement.
Pour la période 1971-2000, la température annuelle moyenne est de 11,5 °C, avec une amplitude thermique annuelle de 15,1 °C. Le cumul annuel moyen de précipitations est de 730 mm, avec 11,4 jours de précipitations en janvier et 6,9 jours en juillet. Pour la période 1991-2020, la température moyenne annuelle observée sur la station météorologique de Météo-France la plus proche, sur la commune de Pellevoisin à 10 km à vol d'oiseau, est de 12,4 °C et le cumul annuel moyen de précipitations est de 798,0 mm,. Pour l'avenir, les paramètres climatiques de la commune estimés pour 2050 selon différents scénarios d'émission de gaz à effet de serre sont consultables sur un site dédié publié par Météo-France en novembre 2022.

### Paysages
Elle est située dans la région naturelle du Boischaut Nord.

## Urbanisme

### Typologie
Au 1er janvier 2024, Buzançais est catégorisée bourg rural, selon la nouvelle grille communale de densité à sept niveaux définie par l'Insee en 2022.
Elle appartient à l'unité urbaine de Buzançais, une unité urbaine monocommunale constituant une ville isolée,. Par ailleurs la commune fait partie de l'aire d'attraction de Châteauroux, dont elle est une commune de la couronne,. Cette aire, qui regroupe 71 communes, est catégorisée dans les aires de 50 000 à moins de 200 000 habitants,.

### Zonages d'études
La commune se situe dans l'unité urbaine de Buzançais, dans l’aire urbaine de Buzançais, dans la zone d’emploi de Châteauroux et dans le bassin de vie de Buzançais.

### Logement
Le tableau ci-dessous présente le détail du secteur des logements de la commune :
| Date du relevé                                              | 2013   | 2015   |
| Nombre total de logements                                   | 2 466  | 2 494  |
| Résidences principales                                      | 83,8 % | 83,8 % |
| Résidences secondaires                                      | 3,8 %  | 3,8 %  |
| Logements vacants                                           | 12,4 % | 12,4 % |
| Part des ménages propriétaires de leur résidence principale | 67,5 % | 67,4 % |

### Voies de communication et transports

#### Voies de communication
Le territoire communal est desservi par les routes départementales : 1, 11, 63, 63D, 64, 64D, 112, 138, 926 et 943.

#### Transports
La ligne de Joué-lès-Tours à Châteauroux passe par le territoire communal, une gare (Buzançais) desservait la commune. De plus, la ligne de Salbris au Blanc passait par le territoire communal, trois gares (Chaventon, Bonneau-Habilly et Buzançais) desservaient la commune. La gare ferroviaire la plus proche est la gare de Châteauroux, à 24 km.
Buzançais est desservie par la ligne S du Réseau de mobilité interurbaine et par la ligne 2.4 du réseau d'autocars TER Centre-Val de Loire.
L'aéroport le plus proche est l'aéroport de Châteauroux-Centre, à 26 km.

### Énergie
La commune possède un poste source sur son territoire.

### Risques naturels et technologiques
La commune est classée en zone de sismicité 2, correspondant à une sismicité faible.

### Risques majeurs
Le territoire de la commune de Buzançais est vulnérable à différents aléas naturels : météorologiques (tempête, orage, neige, grand froid, canicule ou sécheresse), inondations, feux de forêts, mouvements de terrains et séisme (sismicité faible). Il est également exposé à un risque technologique, le transport de matières dangereuses. Un site publié par le BRGM permet d'évaluer simplement et rapidement les risques d'un bien localisé soit par son adresse soit par le numéro de sa parcelle.

#### Risques naturels
Certaines parties du territoire communal sont susceptibles d’être affectées par le risque d’inondation par débordement de cours d'eau, notamment la Cité et l'Indre. La commune a été reconnue en état de catastrophe naturelle au titre des dommages causés par les inondations et coulées de boue survenues en 1982, 1999, 2014, 2015 et 2016,.
Pour anticiper une remontée des risques de feux de forêt et de végétation vers le nord de la France en lien avec le dérèglement climatique, les services de l’État en région Centre-Val de Loire (DREAL, DRAAF, DDT) avec les SDIS ont réalisé en 2021 un atlas régional du risque de feux de forêt, permettant d’améliorer la connaissance sur les massifs les plus exposés. La commune, étant pour partie dans les massifs de Brenne et d'Argy, est classée au niveau de risque 1, sur une échelle qui en comporte quatre (1 étant le niveau maximal).

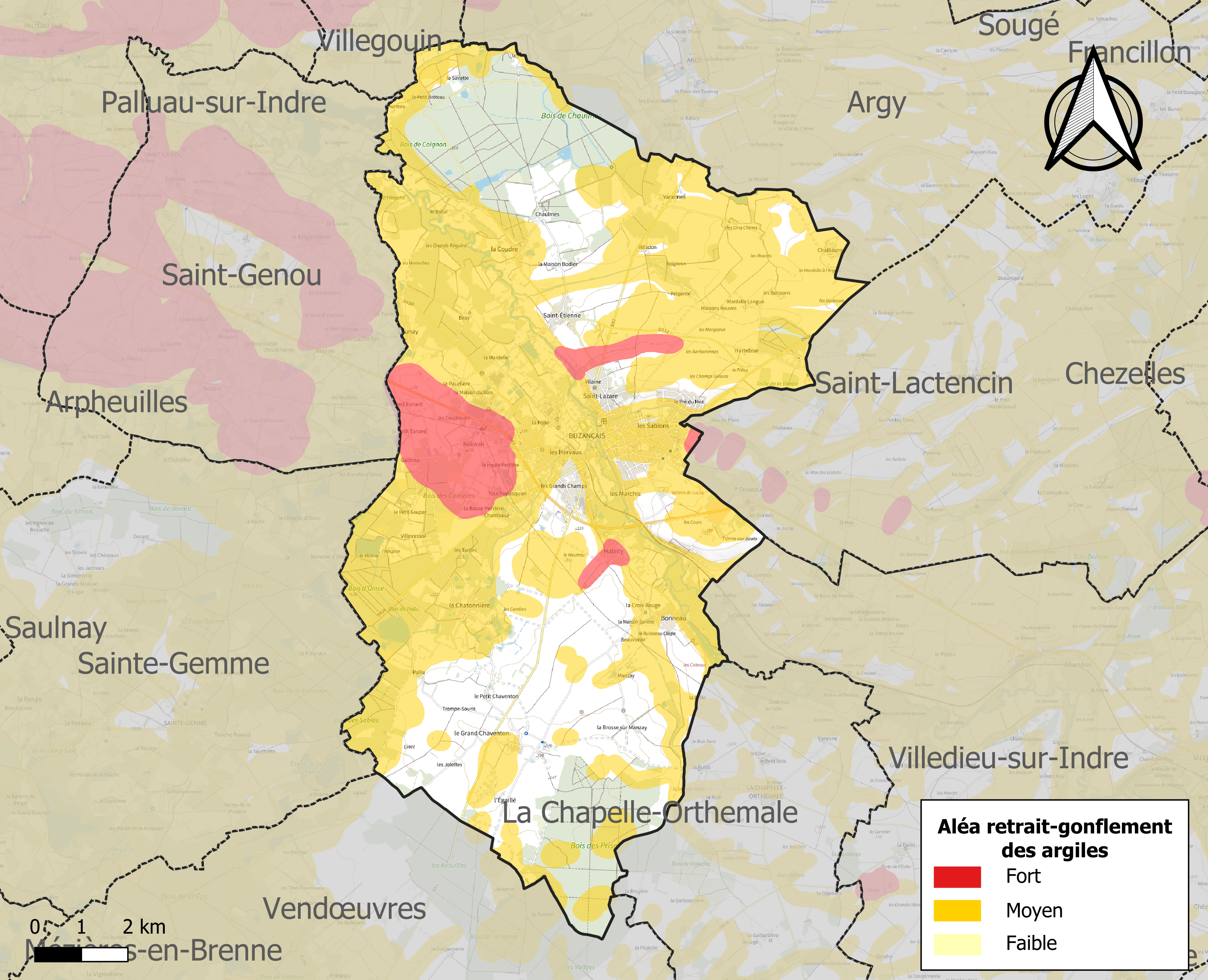
Carte des zones d'aléa retrait-gonflement des sols argileux de Buzançais.

Les mouvements de terrains susceptibles de se produire sur la commune sont des tassements différentiels.
Le retrait-gonflement des sols argileux est susceptible d'engendrer des dommages importants aux bâtiments en cas d’alternance de périodes de sécheresse et de pluie. 66,8 % de la superficie communale est en aléa moyen ou fort (84,7 % au niveau départemental et 48,5 % au niveau national). Sur les 2 258 bâtiments dénombrés sur la commune en 2019, 1627 sont en aléa moyen ou fort, soit 72 %, à comparer aux 86 % au niveau départemental et 54 % au niveau national. Une cartographie de l'exposition du territoire national au retrait gonflement des sols argileux est disponible sur le site du BRGM,.
Concernant les mouvements de terrains, la commune a été reconnue en état de catastrophe naturelle au titre des dommages causés par la sécheresse en 1989, 1991, 1992, 2006 et 2018 et par des mouvements de terrain en 1999.

#### Risques technologiques
Le risque de transport de matières dangereuses sur la commune est lié à sa traversée par des infrastructures routières ou ferroviaires importantes ou la présence d'une canalisation de transport d'hydrocarbures. Un accident se produisant sur de telles infrastructures est en effet susceptible d’avoir des effets graves au bâti ou aux personnes jusqu’à 350 m, selon la nature du matériau transporté. Des dispositions d’urbanisme peuvent être préconisées en conséquence.

## Toponymie
Le nom de la commune apparaît dès 861 sous la forme Bosentiacas, puis Busenchiacum en 1025, Busentiacum au XIIe siècle, Busenchaicum en 1145, Busenciaco en 1163, Buzenciaco en 1248, Buzances en 1298, Busanceis en 1287, Buzancoys en 1327, Busancoys en 1511, Buzancoys en 1533, Buzanceyo en 1556, Busances en 1683, et Busansois en 1687.
L’origine du nom est discutée. Plusieurs hypothèses coexistent :
- Il pourrait dériver du nom de personne gallo-romain Busentius, avec le suffixe -acum, désignant un domaine : « domaine de Busentius ».
- Une autre possibilité est le nom latin Byzantius (« byzantin »), devenu nom propre (Byzantius), avec le suffixe -acum : « domaine de Byzantius ».
- Enfin, A. Vincent évoquent un nom d'origine germanique Boso, avec un double suffixe -ent-iacus, bien que cette dernière hypothèse soit moins directement attestée[28].

Durant la Révolution française, pour suivre le décret de la Convention du 16 octobre (25 vendémiaire) 1793 (an II) invitant les communes ayant des noms pouvant rappeler les souvenirs de la royauté, de la féodalité ou des superstitions, à les remplacer par d'autres dénominations, la commune change de nom pour La Fraternité-sur-Indre.
Ses habitants sont appelés les Buzancéens.

## Histoire

### Préhistoire
Quelques structures mises au jour témoignent d’une occupation ancienne, entre l’âge du Bronze et La Tène Ancienne (au plus tard au Ve siècle avant notre ère). Le site est ensuite abandonné et mis en culture jusqu’aux premières installations médiévales.

### Antiquité
Les principaux habitats du territoire durant l’Antiquité sont situés aux lieux-dits Saint-Étienne et Herbigny, où se sont maintenus les centres des principales paroisses jusqu’à la fin de la période moderne.

### Moyen Âge
À partir de la seconde moitié du Xe siècle, les vestiges mobiliers et les structures archéologiques témoignent d’une importante occupation médiévale. La sépulture médiévale du passage du Marché, d’un guerrier de l’an mil, a été découverte à l'occasion du diagnostic d’archéologie préventive réalisé par l'INRAP dans le cadre de l'opération cœur de ville en 2019,.
En 866, Charles l'Enfant, fils de Charles II le Chauve, meurt dans un village proche de Buzançais.
La paroisse était située à l’origine à Saint-Étienne, jusqu’à la construction du château à Buzançais. Le château a créé un pôle d’attraction, et le village s’est petit à petit presque entièrement déplacé, jusqu’à ce que le village originel ne soit qu’un simple hameau. La résistance des autorités religieuses au changement fit que la paroisse ne fut déplacée au nouveau village qu’au XVIe siècle.
Au IXe siècle, le comte Foulque, beau-frère de l'évêque Adalard de Tours et de l'évêque Regino/Rainon d'Angers (probablement des Girardides), sans doute beau-père d'Ingelger d'Anjou — donc ancêtre maternel des Ingelgériens — par sa fille Adèle/Aelendis, possède ou du moins domine Amboise, Châtillon-sur-Indre, Buzançais. Dès cette époque, on trouve également d'autres sires de Buzançais et d'Amboise, aussi maîtres de Verneuil et de Châtillon-sur-Indre, peut-être apparentés aux précédents et en tout cas aux d'Amboise (Lisois épouse l'héritière Hersende de Buzançais d'Amboise) : ils se nomment Haimon, Sulpice, Archambaud ou souvent Robert, et courent du IXe siècle au début du XIIIe siècle. Puis la seigneurie est détenue par une maison féodale d'origine nivernaise, les de Prie, aussi maîtres de Montpoupon, jusqu'au Grand-maître de l'Artillerie Aymar de Prie (1453-1527).

### Temps modernes
Sous l'autorité de François Ier, la seigneurie de Buzançais est attribuée vers 1530 (1531) à l'amiral de Brion, Philippe de Chabot (1492-1543), neveu par alliance du roi ; de plus, Buzançais est élevé trois ans plus tard au rang de comté en novembre 1533 ; la petite-fille de l'amiral, Catherine Chabot, transmit le comté de Buzançais aux Saulx-Tavannes jusqu'en 1638 par son mariage en 1576 avec Guillaume de Saulx (1553-1633) ; puis le comté échut ensuite au duc d'Elbeuf (1596-1657), dont la mère était Marguerite de Chabot-Charny, autre petite-fille de l'amiral.
Se met en place un bailliage seigneurial, qui appliquera la justice du duché de Touraine. Le seigneur de Buzançais désigne des officiers de justice pour déléguer son droits de justice aux personnes qu'il choisit ou qui offrent leur service. Le seigneur s'entoure de nombreux officiers de justice pour assurer le bon déroulement des procédures judiciaires. Pour ce faire, les procès et sentences sont prononcés dans l'auditoire situé dans le couvent de Sainte-Croix en 1789. Le bailliage de Buzançais comprend néanmoins une particularité dans les fonctions du personnel judiciaire. En effet, du fait d'une criminalité faible en terme d'homicides dans le comté, il semble que le rôle du bailli ne se concentre que sur les délits mineurs mais l'officier conserve certaines prérogatives : présider les séances, garantir la sécurité ou fixer le prix de denrées par l'émission d’ordonnances. Le procureur fiscal n'est pas un contrôleur fiscal, il est le premier maillon de la chaîne permettant de lancer une procédure judiciaire en recueillant les plaintes et les délits au début des enquêtes. On peut également relever que les procureurs remplissaient plutôt un rôle d'aide juridique pour les plaignants.
Charles II duc d'Elbeuf vendit Buzançais à Jean Phélypeaux de La Vrillière de Villesavin, sire d'Argy en 1636, auquel succèda son gendre Léon Bouthillier de Chavigny (1608-1652 ; il hérita aussi d'Argy).
Enfin, acquisition de Buzançais en 1699 (et du comté de Montrésor en 1697, et d'Argy en 1699) par Paul de Beauvilliers (1648-1714), duc de Saint-Aignan, gendre de Colbert : les descendants de son demi-frère Paul-Hippolyte gardèrent Buzançais jusqu'en 1828 avec Charles-Paul-François (1745-1828).

### De la Révolution française au Second Empire
Malgré le passage de la Révolution française, le système juridique du bailliage fut gardé jusqu'en décembre 1790 puis laissa la place à une nouvelle juridiction naissante.
Le 14 janvier 1847 a lieu à Buzançais un épisode dans lequel Victor Hugo voit les prémices des événements de février 1848. Le 13 janvier 1847, en des temps de disette, un chargement de blé y est accaparé par le peuple qui souffre de la faim. Les grands propriétaires, mais pas les petits, sont menacés et deux d'entre eux sont tués. L'intervention du préfet est un échec. La répression orchestrée par Louis-Philippe et Guizot est exemplaire : vingt-six villageois sont arrêtés, trois sont condamnés à mort et guillotinés en avril 1847, quatre sont envoyés aux travaux forcés à perpétuité, douze reçoivent une peine de prison de cinq à dix ans, ils seront libérés pendant la révolution de 1848. Victor Hugo mentionne cet épisode dans son discours aux députés sur les caves de Lille. Gustave Flaubert évoque lui aussi l'épisode dans l'Éducation sentimentale
L'épisode est reporté par François Furet dans La Révolution (1770-1880) : « La plus violente émeute a lieu à Buzançais, au début de l'année, dans cette bourgade de l'Indre, aux confins du Berry, dominée par une centaine de propriétaires et de négociants, le petit peuple rural -journaliers, valets de ferme, tisserands,artisans- fait régner pendants trois jours l'ordre insurrectionnel de la taxation et de la réquisition, après avoir assassiné un riche bourgeois. Puis c'est l'arrivée de la troupe, les arrestations, quelques dizaines de malheureux traduits à Châteauroux devant un jury de propriétaires, de lourdes peines de prison et trois exécutions le 16 avril, jour du marché, sur la grande place du bourg, au milieu d'un concours de peuple silencieux ».

### Époque contemporaine
Entre le 29 janvier et le 8 février 1939, plus de 2 000 réfugiés espagnols fuyant l'effondrement de la République espagnole devant les troupes de Franco, arrivent dans l’Indre. Contrairement aux départements voisins qui font appel aux communes, l’Indre réussit à les regrouper dans seulement trois, puis sept centres, ce qui permet un meilleur contrôle de cette population considérée comme dangereuse (notamment sur le plan sanitaire). Le Blanc est un des trois premiers centres. Les réfugiés, essentiellement des femmes et des enfants, sont soumis à une quarantaine stricte, vaccinés, le courrier est limité, le ravitaillement, s'il est peu varié et cuisiné à la française, est cependant assuré. Une partie des réfugiés rentrent en Espagne, incités par le gouvernement français qui en facilite les conditions, mais une grande partie préfèrent rester. La fermeture du camp, prévue pour le 10 mars, est repoussée au 1er juin. L’exode de juin 1940 concerne aussi ces réfugiés, qui une fois la campagne de France passée, reviennent. Le régime de Vichy les rassemble alors au camp de Douadic, surveillé par la police.
De 1940 à 1942, le 32e régiment de cuirassiers, régiment de Lorraine, est cantonné à Buzançais.

## Politique et administration

### Découpage territorial
Buzançais est membre :
- de la communauté de communes Val de l'Indre - Brenne ;
- du canton de Buzançais ;
- de l'arrondissement de Châteauroux ;
- de la première circonscription de l'Indre.

### Administration municipale

#### Tendances politiques et résultats
| Élections présidentielles, résultats des deuxièmes tours.                                  | Élections présidentielles, résultats des deuxièmes tours. | Élections présidentielles, résultats des deuxièmes tours. | Élections présidentielles, résultats des deuxièmes tours. | Élections présidentielles, résultats des deuxièmes tours. | Élections présidentielles, résultats des deuxièmes tours. | Élections présidentielles, résultats des deuxièmes tours. | Élections présidentielles, résultats des deuxièmes tours. |
| Année                                                                                      | Élu                                                       | Élu                                                       | Élu                                                       | Battu                                                     | Battu                                                     | Battu                                                     | Participation                                             |
| ------------------------------------------------------------------------------------------ | --------------------------------------------------------- | --------------------------------------------------------- | --------------------------------------------------------- | --------------------------------------------------------- | --------------------------------------------------------- | --------------------------------------------------------- | --------------------------------------------------------- |
| 2002                                                                                       | 83.10 %                                                   | Jacques Chirac                                            | RPR                                                       | 16.90 %                                                   | Jean-Marie Le Pen                                         | FN                                                        | 83.93 %                                                   |
| 2007                                                                                       | 52.81 %                                                   | Nicolas Sarkozy                                           | UMP                                                       | 47.19 %                                                   | Ségolène Royal                                            | PS                                                        | 86.33 %                                                   |
| 2012                                                                                       | 51.19 %                                                   | François Hollande                                         | PS                                                        | 48.81 %                                                   | Nicolas Sarkozy                                           | UMP                                                       | 81.28 %                                                   |
| 2017                                                                                       | 51.98 %                                                   | Emmanuel Macron                                           | EM                                                        | 48.02 %                                                   | Marine Le Pen                                             | FN                                                        | 76.36 %                                                   |
| 2022                                                                                       | %                                                         | Emmanuel Macron                                           | LREM                                                      | %                                                         | Marine Le Pen                                             | RN                                                        | %                                                         |
| Élections législatives, résultats des deux meilleurs scores du dernier tour de scrutin.    |                                                           |                                                           |                                                           |                                                           |                                                           |                                                           |                                                           |
| Année                                                                                      | Élu                                                       | Élu                                                       | Élu                                                       | Battu                                                     | Battu                                                     | Battu                                                     | Participation                                             |
| Buzançais est répartie sur plusieurs circonscriptions, cf. les résultats des .             |                                                           |                                                           |                                                           |                                                           |                                                           |                                                           |                                                           |
| Avant 2010, Buzançais est répartie sur plusieurs circonscriptions, cf. les résultats des . |                                                           |                                                           |                                                           |                                                           |                                                           |                                                           |                                                           |
| 2002                                                                                       | 52.82 %                                                   | Gilles Peyrot-des-Gachons                                 | UMP                                                       | 47.18 %                                                   | Jean-Paul Chanteguet                                      | PS                                                        | 65.40 %                                                   |
| 2007                                                                                       | 52.30 %                                                   | Jean-Paul Chanteguet                                      | PS                                                        | 47.70 %                                                   | Bernard Pousset                                           | UMP                                                       | 66.54 %                                                   |
| Après 2010, Buzançais est répartie sur plusieurs circonscriptions, cf. les résultats de .  |                                                           |                                                           |                                                           |                                                           |                                                           |                                                           |                                                           |
| 2012                                                                                       | 54.95 %                                                   | Jean-Paul Chanteguet                                      | PS                                                        | 45.05 %                                                   | François Jolivet                                          | UMP                                                       | 60.97 %                                                   |
| 2017                                                                                       | 66.37 %                                                   | François Jolivet                                          | UMP                                                       | 33.63 %                                                   | Mylène Wunsch                                             | FN                                                        | 44.59 %                                                   |
| 2022                                                                                       | %                                                         |                                                           |                                                           | %                                                         |                                                           |                                                           | %                                                         |
| 2024                                                                                       | %                                                         |                                                           |                                                           | %                                                         |                                                           |                                                           | %                                                         |
| Élections européennes, résultats des deux meilleurs scores.                                |                                                           |                                                           |                                                           |                                                           |                                                           |                                                           |                                                           |
| Année                                                                                      | Liste 1re                                                 | Liste 1re                                                 | Liste 1re                                                 | Liste 2e                                                  | Liste 2e                                                  | Liste 2e                                                  | Participation                                             |
| 2004                                                                                       | 29.41 %                                                   | Catherine Guy-Quint                                       | PS                                                        | 15.33 %                                                   | Brice Hortefeux                                           | UMP                                                       | 46.81 %                                                   |
| 2009                                                                                       | 29.69 %                                                   | Jean-Pierre Audy                                          | UMP                                                       | 14.26 %                                                   | Henri Weber                                               | PS                                                        | 43.57 %                                                   |
| 2014                                                                                       | 30.45 %                                                   | Bernard Monot                                             | FN                                                        | 23.66 %                                                   | Brice Hortefeux                                           | UMP                                                       | 43.30 %                                                   |
| 2019                                                                                       | 33.29 %                                                   | Jordan Bardella                                           | FN                                                        | 18.53 %                                                   | Nathalie Loiseau                                          | LREM                                                      | 54.36 %                                                   |
| 2024                                                                                       | %                                                         |                                                           |                                                           | %                                                         |                                                           |                                                           | %                                                         |
| Élections régionales, résultats des deux meilleurs scores.                                 |                                                           |                                                           |                                                           |                                                           |                                                           |                                                           |                                                           |
| Année                                                                                      | Liste 1re                                                 | Liste 1re                                                 | Liste 1re                                                 | Liste 2e                                                  | Liste 2e                                                  | Liste 2e                                                  | Participation                                             |
| 2004                                                                                       | 49.20 %                                                   | Michel Sapin                                              | PS                                                        | 31.48 %                                                   | Serge Vinçon                                              | UMP                                                       | 69.04 %                                                   |
| 2010                                                                                       | 49.75 %                                                   | François Bonneau                                          | PS                                                        | 35.37 %                                                   | Hervé Novelli                                             | UMP                                                       | 56.29 %                                                   |
| 2015                                                                                       | 38.35 %                                                   | Philippe Vigier                                           | UDI                                                       | 35.10 %                                                   | Philippe Loiseau                                          | FN                                                        | 61.56 %                                                   |
| 2021                                                                                       | %                                                         |                                                           |                                                           | %                                                         |                                                           |                                                           | %                                                         |
| Élections cantonales, résultats des deux meilleurs scores du dernier tour de scrutin.      |                                                           |                                                           |                                                           |                                                           |                                                           |                                                           |                                                           |
| Année                                                                                      | Élu                                                       | Élu                                                       | Élu                                                       | Battu                                                     | Battu                                                     | Battu                                                     | Participation                                             |
| Buzançais est répartie sur plusieurs cantons, cf. les résultats de ceux de .               |                                                           |                                                           |                                                           |                                                           |                                                           |                                                           |                                                           |
| 2001                                                                                       | ? %                                                       | ?                                                         | ?                                                         | ? %                                                       | ?                                                         | ?                                                         | ? %                                                       |
| 2004                                                                                       | %                                                         |                                                           |                                                           | %                                                         |                                                           |                                                           | indisponible %                                            |
| 2008                                                                                       | 72.40 %                                                   | Régis Blanchet                                            | MNC                                                       | 27.60 %                                                   | Jean-Paul Thibault                                        | PS                                                        | 69.93 %                                                   |
| 2011                                                                                       | %                                                         |                                                           |                                                           | %                                                         |                                                           |                                                           | indisponible %                                            |
| Élections départementales, résultats des deux meilleurs scores du dernier tour de scrutin. |                                                           |                                                           |                                                           |                                                           |                                                           |                                                           |                                                           |
| Année                                                                                      | Élus                                                      | Élus                                                      | Élus                                                      | Battus                                                    | Battus                                                    | Battus                                                    | Participation                                             |
| Buzançais est répartie sur plusieurs cantons, cf. les résultats de ceux de .               |                                                           |                                                           |                                                           |                                                           |                                                           |                                                           |                                                           |
| 2015                                                                                       | 62.88 %                                                   | Régis Blanchet Frédérique Meriaudeau                      | UD                                                        | 25.32 %                                                   | Raymond Alberola Patricia Chalamet                        | FN                                                        | 55.86 %                                                   |
| 2021                                                                                       | %                                                         |                                                           |                                                           | %                                                         |                                                           |                                                           | %                                                         |
| Référendums.                                                                               |                                                           |                                                           |                                                           |                                                           |                                                           |                                                           |                                                           |
| Année                                                                                      | Oui (national)                                            | Oui (national)                                            | Oui (national)                                            | Non (national)                                            | Non (national)                                            | Non (national)                                            | Participation                                             |
| 1992                                                                                       | 43.56 % (51,04 %)                                         | 43.56 % (51,04 %)                                         | 43.56 % (51,04 %)                                         | 56.44 % (48,96 %)                                         | 56.44 % (48,96 %)                                         | 56.44 % (48,96 %)                                         | 78.19 %                                                   |
| 2000                                                                                       | 72.21 % (73,21 %)                                         | 72.21 % (73,21 %)                                         | 72.21 % (73,21 %)                                         | 27.79 % (26,79 %)                                         | 27.79 % (26,79 %)                                         | 27.79 % (26,79 %)                                         | 36.15 %                                                   |
| 2005                                                                                       | 36.00 % (45,33 %)                                         | 36.00 % (45,33 %)                                         | 36.00 % (45,33 %)                                         | 64.00 % (54,67 %)                                         | 64.00 % (54,67 %)                                         | 64.00 % (54,67 %)                                         | 73.99 %                                                   |

### Liste des maires
| Période                                  | Période      | Identité                              | Étiquette                  | Qualité |
| ---------------------------------------- | ------------ | ------------------------------------- | -------------------------- | --- |
| Les données manquantes sont à compléter. |              |                                       |                            | |
| 1er Empire                               | Restauration | Charles Paul François de Beauvilliers |                            | Grand d'Espagne Pair de France                                                                                              |
| Les données manquantes sont à compléter. |              |                                       |                            | |
| mai 1945                                 | juin 1995    | Jean Bénard-Mousseaux                 | CNIP                       | Agriculteur Député de l'Indre (1958 → 1968) Sénateur de l'Indre (1971 → 1989) Conseiller général de Buzançais (1955 → 1982) |
| juin 1995                                | En cours     | Régis Blanchet                        | PR puis UDI (NC) puis MRSL | Économiste Conseiller général (2001 → 2015) puis départemental de Buzançais (2015 → )                                       |

### Instances de démocratie participative
Un Conseil municipal des jeunes regroupe également 12 jeunes buzancéens âgés de 11 et 17 ans. L’objectif de leur mandat est d’œuvrer pour différents projets pour la ville, et d'animer plusieurs évènements festifs (par exemple la chasse aux œufs ou la marche éco-responsable “Buz’en propre”).

### Jumelages
La commune est jumelée avec :
- Nidzica (Pologne) depuis 2015 ;
- Merate (Italie) depuis 1998.

## Équipements et services publics

### Enseignement
La commune dépend de la circonscription académique du Blanc.

### Postes et télécommunications
Buzançais compte un bureau de poste.

### Santé
La commune possède un centre hospitalier.

### Justice, sécurité, secours et défense
- Police municipale[86]
- Gendarmerie nationale[87]
- Centre de secours principal[88]
- Centre d'entretien et d'exploitation des routes du conseil départemental de l'Indre[89]

## Population et société

### Démographie
L'évolution du nombre d'habitants est connue à travers les recensements de la population effectués dans la commune depuis 1793. Pour les communes de moins de 10 000 habitants, une enquête de recensement portant sur toute la population est réalisée tous les cinq ans, les populations de référence des années intermédiaires étant quant à elles estimées par interpolation ou extrapolation. Pour la commune, le premier recensement exhaustif entrant dans le cadre du nouveau dispositif a été réalisé en 2008.

En 2022, la commune comptait 4 431 habitants, en évolution de −1,12 % par rapport à 2016 (Indre : −3 %, France hors Mayotte : +2,11 %).
| 1793  | 1800  | 1806  | 1821  | 1831  | 1836  | 1841  | 1846  | 1851  |
| ----- | ----- | ----- | ----- | ----- | ----- | ----- | ----- | ----- |
| 3 199 | 3 199 | 3 578 | 4 218 | 4 416 | 4 587 | 4 430 | 4 857 | 4 979 |

| 1856  | 1861  | 1866  | 1872  | 1876  | 1881  | 1886  | 1891  | 1896  |
| ----- | ----- | ----- | ----- | ----- | ----- | ----- | ----- | ----- |
| 5 050 | 5 016 | 5 145 | 4 986 | 5 109 | 5 189 | 5 149 | 5 027 | 4 916 |

| 1901  | 1906  | 1911  | 1921  | 1926  | 1931  | 1936  | 1946  | 1954  |
| ----- | ----- | ----- | ----- | ----- | ----- | ----- | ----- | ----- |
| 4 871 | 4 843 | 4 638 | 4 243 | 4 349 | 4 137 | 4 134 | 4 511 | 4 585 |

| 1962  | 1968  | 1975  | 1982  | 1990  | 1999  | 2006  | 2008  | 2013  |
| ----- | ----- | ----- | ----- | ----- | ----- | ----- | ----- | ----- |
| 4 783 | 5 140 | 5 214 | 4 972 | 4 749 | 4 581 | 4 535 | 4 525 | 4 468 |

| 2018  | 2022  | - | - | - | - | - | - | - |
| ----- | ----- | - | - | - | - | - | - | - |
| 4 528 | 4 431 | - | - | - | - | - | - | - |

### Manifestations culturelles et festivités
- Fête de la chanson française.

### Sports
Le territoire communal est traversé par le sentier de grande randonnée 46.
Le stade de la Tête Noire a accueilli la finale du Challenge de France féminin 2004-2005, le 14 mai 2005 entre le FCF Juvisy et Lyon.

### Médias
La commune est couverte par les médias suivants : La Nouvelle République du Centre-Ouest, Le Berry républicain, L'Écho - La Marseillaise, La Bouinotte, Le Petit Berrichon, France 3 Centre-Val de Loire, Berry Issoudun Première, Vibration, Forum, France Bleu Berry et RCF en Berry.

### Cultes

#### Culte catholique
La commune de Buzançais dépend de l'archidiocèse de Bourges, du doyenné de Brenne-Touraine et de la paroisse de Buzançais. Le lieu de culte est l'église du Sacré-Cœur.

## Économie

### Revenus de la population et fiscalité
Le revenu net déclaré moyen par foyer fiscal et le pourcentage de foyers fiscaux imposables sont présentés dans les tableaux ci-dessous, :
|                     | 2009     | 2015     |
| Buzançais           | ?€       | 18 631 € |
| Indre               | 19 310 € | 19 175 € |
| Centre-Val de Loire | 22 400 € | 20 494 € |
| France              | 23 433 € | 20 566 € |

|                     | 2009   | 2015   |
| Buzançais           | ?%     | 44 %   |
| Indre               | 47,9 % | 48,7 % |
| Centre-Val de Loire | 55,1 % | 55,5 % |
| France              | 54,3 % | 55,4 % |

### Emploi
Beirens est une des principales entreprises de Buzançais.

### Entreprises et commerces
La commune se trouve dans l'aire géographique et dans la zone de production du lait, de fabrication et d'affinage du fromage Valençay.

### Tourisme et hébergement
Un camping est présent dans la commune. Il s'agit du camping de la Tête Noire qui dispose de 91 emplacements.

## Culture locale et patrimoine

### Ville et Pays d'art et d'histoire
Elle a obtenu au concours des villes et villages fleuris :
- deux fleurs en 2013, 2014, 2015 et 2016 ;
- trois fleurs en 2004[98], 2005[99], 2006[100], 2007[101], 2008[102] et 2011[103].

### Lieux et monuments

#### Châteaude Boisrenault
Construit par un aristocrate du XIXe siècle comme cadeau de mariage pour sa fille. C'est actuellement un lieu d'hébergement et de réceptions.

#### Chapelle Saint-Lazare
La chapelle est le seul vestige d’une léproserie mentionnée dans la bulle du pape Alexandre III de 1175. Elle possède une porte en plein cintre et une abside voûtée en demi-coupole. Durant plusieurs siècles, la chapelle Saint-Lazare fut ornée de plusieurs statues peintes en bois.

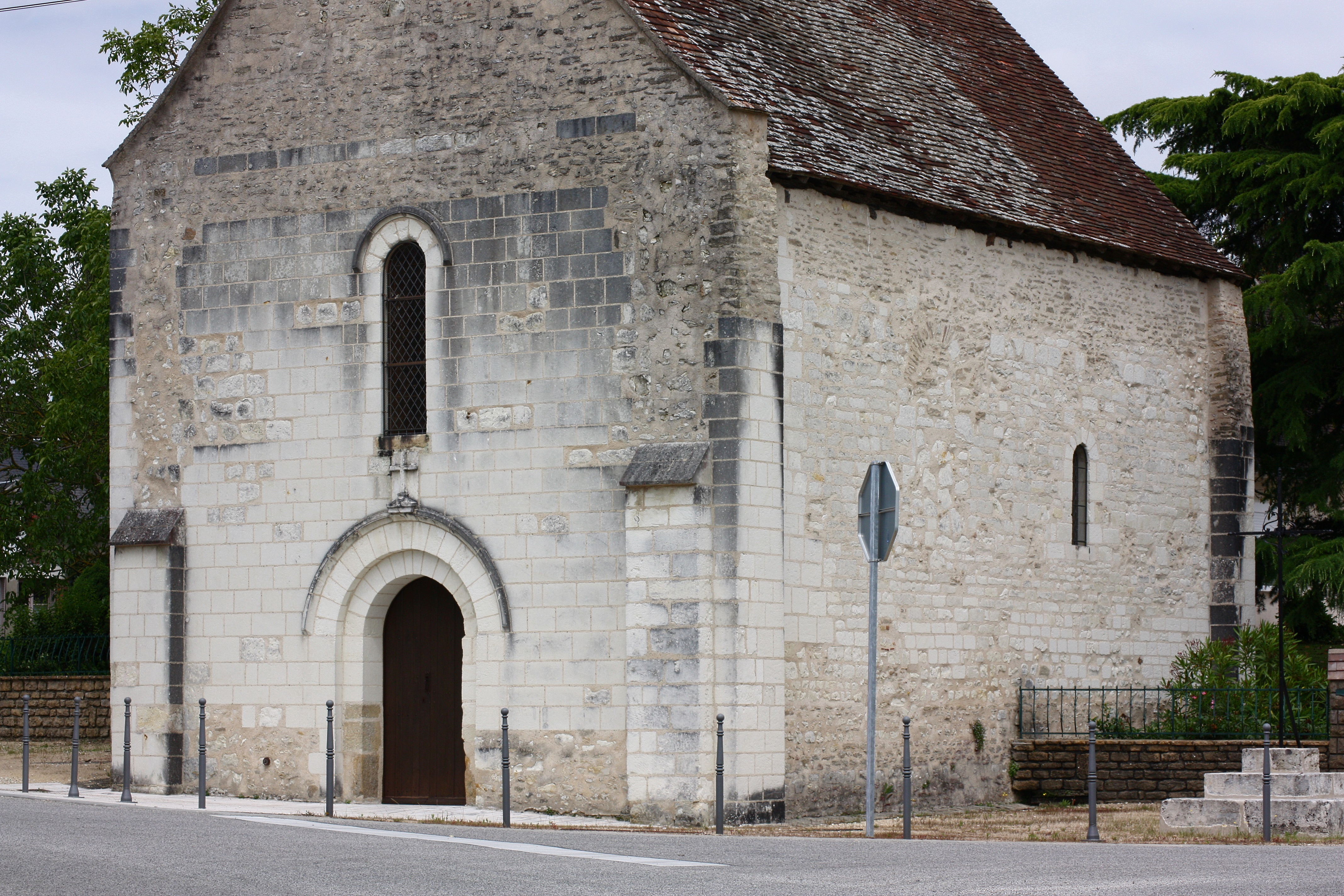
La chapelle en 2016.

#### Pavillon des Ducs
Le pavillon des Ducs est l'unique vestige du château construit dans les années 1530 par Philippe Chabot de Brion, comte de Buzançais et amiral de France. Le pavillon des Ducs est un bâtiment carré possédant une toiture à quatre versants et une élégante tour polygonale. Les portes et les fenêtres sont décorées de motifs Renaissance. Le château fut incendié par les Allemands en août 1944.

#### Monument aux morts de la guerre de 1870

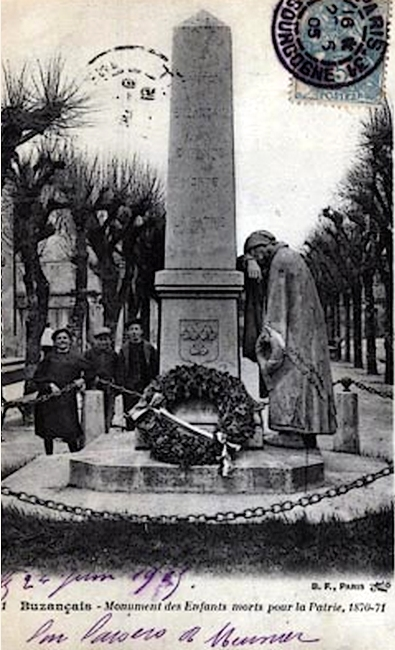
Le monument aux morts de la guerre de 1870, carte postale, 1905.

Il est souvent appelé « la Pleureuse » et représente une femme, pleurant de douleur, la tête enfouie dans son bras appuyé sur une stèle et tenant dans l'autre main une couronne mortuaire. Cette œuvre fréquemment vandalisée du sculpteur Ernest Nivet est érigée sur la place des Jeux (actuelle place Balanant). Elle a été inaugurée le 28 octobre 1900. Le poème La Berrichonne, composé en berrichon par le poète Gabriel Nigond, en est la transcription littéraire.

#### Prieuré Sainte-Croix
Le prieuré est fondé entre 1419 et 1421, probablement par filiation du prieuré Sainte-Croix de Caen. La création du prieuré buzancéen est uniquement évoquée dans une charte du 17 février 1441. Cette charte mentionne des lettres patentes de Charles VII de 1433 indiquant que, 12 à 14 années auparavant, le roi de France a concédé aux Croisiers une maison et ses appartenances à Buzançais. En 1779, l’archevêque de Bourges ordonne la suppression du prieuré. Devenu un bien national au cours de la Révolution française, le prieuré est acheté par la municipalité, en 1791, pour devenir le premier Hôtel de Ville de Buzançais. Aux XIXe et XXe siècles, l’église du prieuré est utilisée comme halle aux blés, poste aux chevaux, atelier de lingerie et de confection. Depuis 1985, le prieuré appartient à une association de sauvegarde qui a partiellement restauré l’église.

### Patrimoine culturel
- Médiathèque[108]
- Cinéma[109]
- École de musique municipale[110]

### Personnalités liées à la commune
- Charles l'Enfant (847-866), roi d’Aquitaine, mort à Buzançais[111].
- Saint Honoré de Buzançais, né à Buzançais.
- Philippe Chabot (1492-1543), amiral de France, seigneur de Brion, comte de Charny et de Buzançais.
- Charles Paul François de Beauvilliers (1746-1828), comte de Buzançais et maire de la commune.
- Gabriel Marie de Riccé (1758-1832), maréchal de camp des armées de la République, préfet, député sous Louis-Philippe 1er, y est décédé.
- Jean-François Oudoul (1800-1851), ancien curé de Buzançais, fondateur avec Julie d'Auvergne de la congrégation
- Mgr Paul Guérin (1830-1908), auteur de la très célèbres collection des Petits Bollandistes
- Antony Ratier (1851-1934), homme politique né à Buzançais, sénateur de l'Indre de 1894 à 1933.
- Antony Troncet (1879-1939), peintre, est né à Buzançais.
- Albert Laprade (1883-1978), architecte.
- Jean Jal (1908-1984), de son vrai nom : Georges Bastyns, parolier et compositeur belge de « C'était une histoire d'amour», interprété par Edith Piaf en 1943, et décédé à Buzançais.
- Michel Denisot (1945-), journaliste, est né à Buzançais.

### Héraldique, logotype et devise
| Blason de Buzançais | Blason  | De gueules aux trois trèfles d'argent.           |
| Blason de Buzançais | Détails | Le statut officiel du blason reste à déterminer. |

|  | Logotype de la commune de Buzançais : |